# 里尔中央理工学院
里尔中央理工学校（法語：École Centrale de Lille）是法国历史最悠久的五所工程师大学校之一，属大学校（grande école），是中央理工学校联合体成员之一，位于法国北部诺尔省里尔市郊阿斯克新城。学校约有学生1500名。

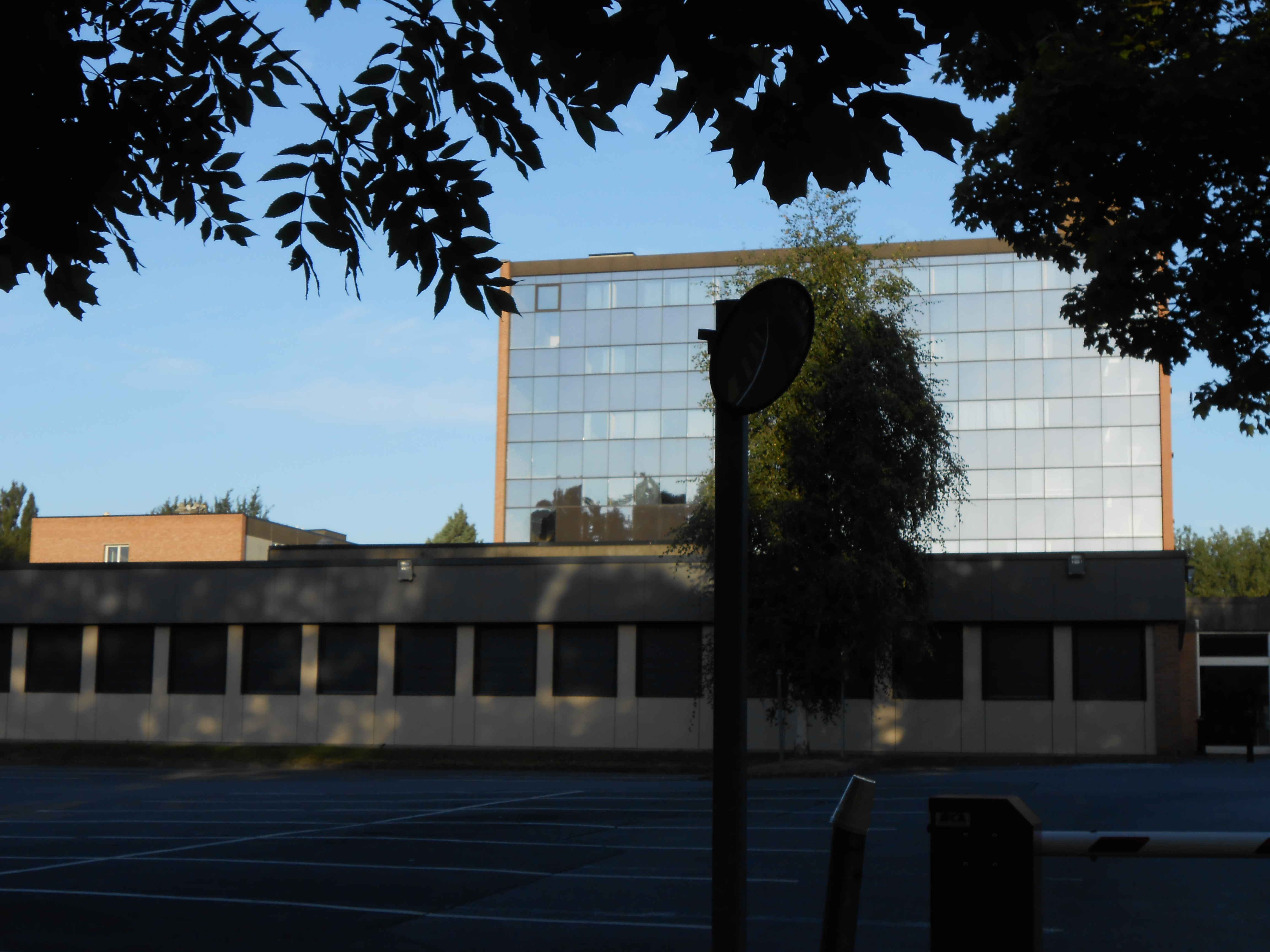
里尔中央理工学校

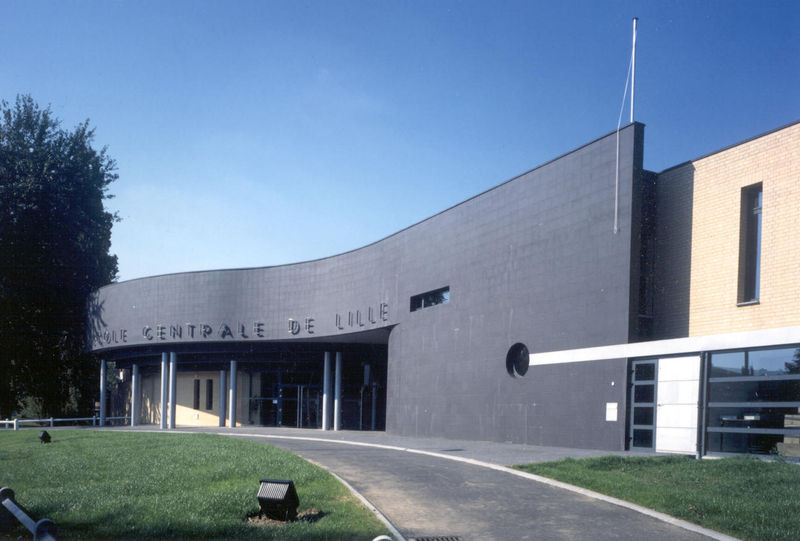
里尔中央理工学校校门

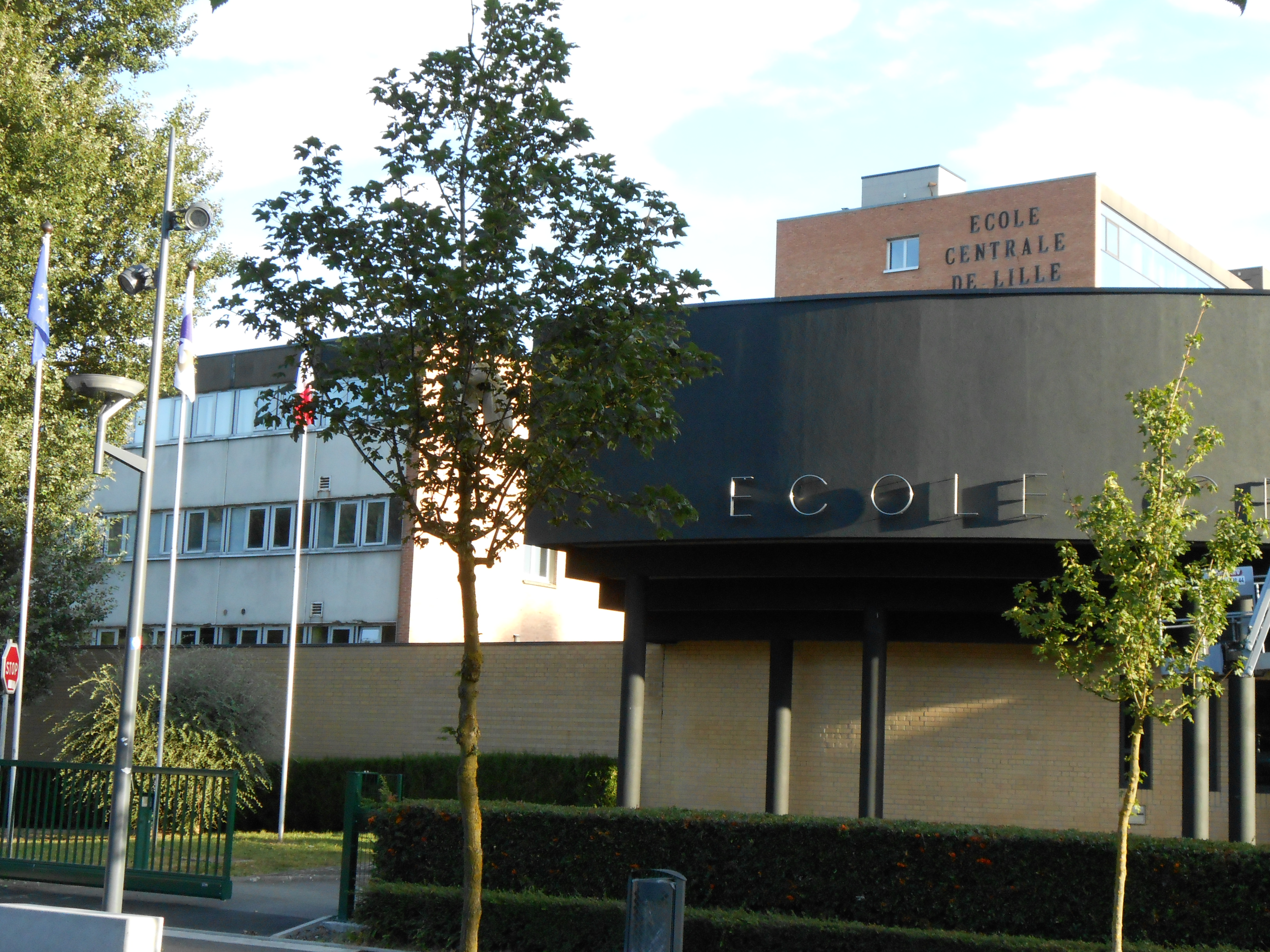
里尔中央理工学校

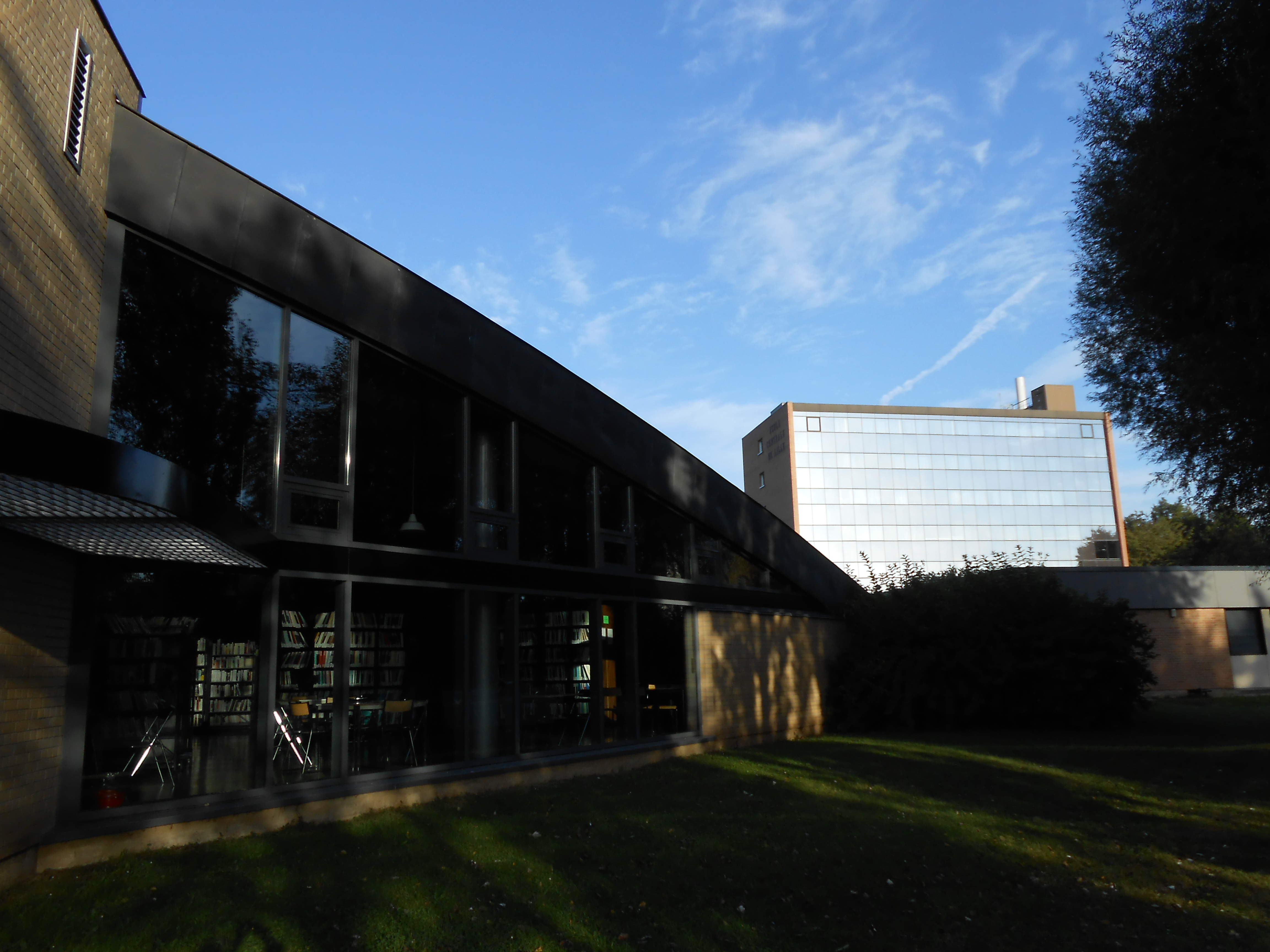
里尔中央理工学校图书馆

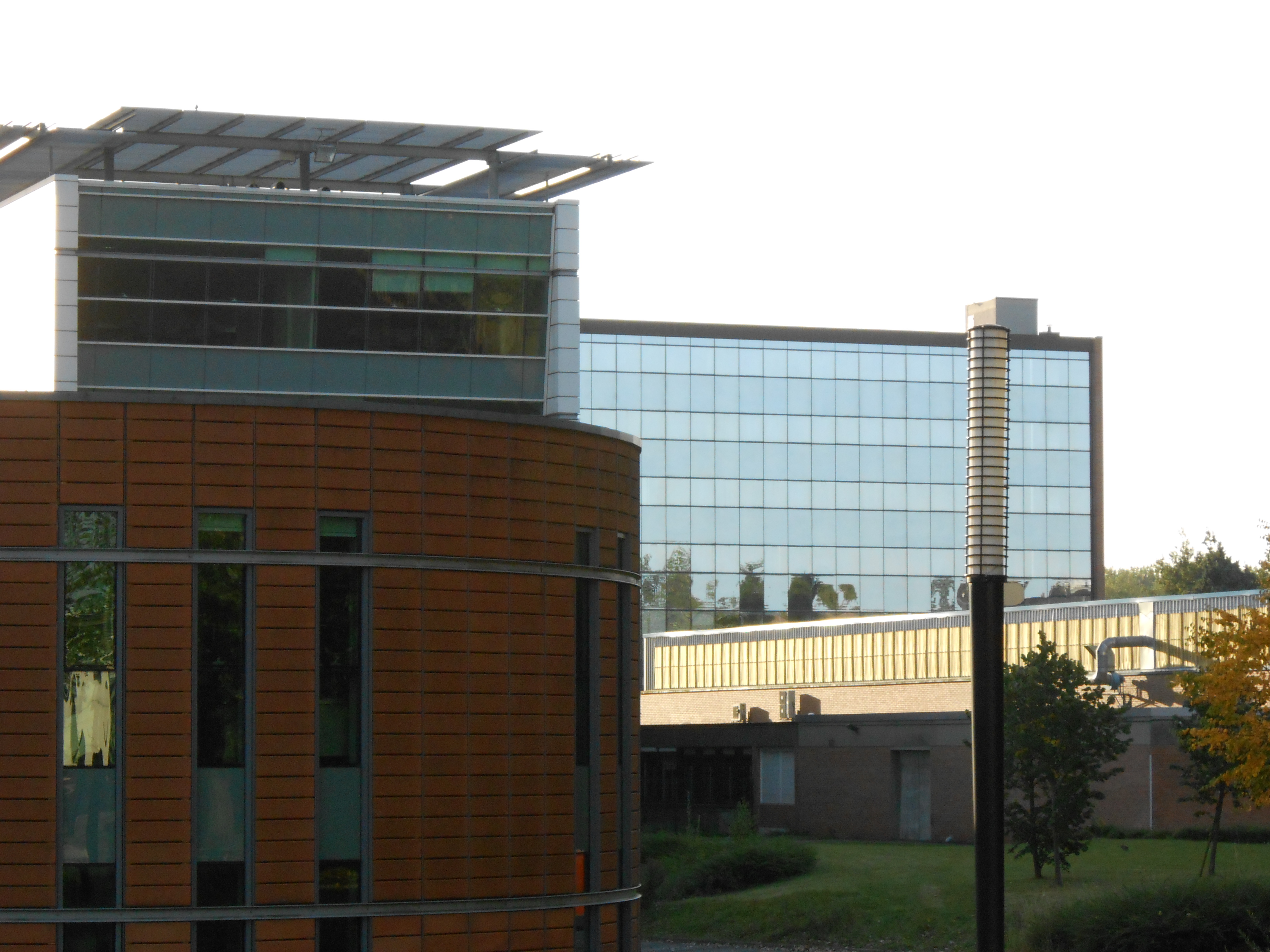
里尔中央理工学校

## 办学模式
里尔中央理工学校通过三年大学教育培养高水平的通用工程师。这三年的学业包括前两年的基础教育和第三年的专业教育。
中央理工学校联合体实施通用工程师教育：培养学生掌握各种科学与技术的基本原理以及经济、管理和人文知识；培养学生的人道主义精神；开阔学生的国际视野。学生在校期间必须到企业完成三次实习：第一年冬天为期4周的工人实习、第二年夏天为期13周的工程师实习以及第三年为期半年的工程师实习。
在前两学年，学生们必须分组与合作伙伴实现一项由学生自己提出的创新项目（Activité-projet），合作伙伴可以为企业、非政府组织、公共服务机构或研究所。

## 招生模式
学生完成两年预科班（法文：classes préparatoires aux grandes écoles）课程后可以参加中央理工学校联合体组织的联合招生考核，考试在巴黎中央理工学校举行。部分学生也可以通过TIME项目(英文：Top Industrial Managers for Europe)入学。

## 历史与传统
里尔中央理工学校拥有超过160年的历史，1854年建校，最初名为工業藝術與礦業學校，1872年更名為北部工业学院(Institut Industriel du Nord, IDN)，1992年再次更名为里尔中央理工学校。
传统上，里尔中央理工学校三个年级的学生分别被称为G1, G2 和 G3（此处，G表示Génie）。留级生被授予'prime'的称号，留级的学业可以在另一间中央理工学校联合体的学校或是一间企业完成。

## 国际交流
里尔中央理工学校每年通过TIME项目(Top Industrial Managers for Europe)招收大约30名外国学生。这些学生主要来自于中国（清华大学，上海交通大学，西安交通大学，北京交通大学，西南交通大学，浙江大学等大学与中央理工联盟签订了中法4+4项目，双方共同培养工程师学生）和巴西（圣保罗大学等），以及欧盟、韩国、日本、俄罗斯等国家和地区。摩纳哥和突尼斯等法语国家的学生也可以通过统一招生考试被录取（1911年起开始有中国学生）。
近年来，学校开始接收外国学生攻读硕士或博士学位。
此外，经常有G3学生到英国、美国、德国、西班牙及以意大利完成其第三年学业。

## 科学研究
学校建立或参与建立了6个实验室：
- 里尔信息信号自动化研究中心（Centre de Recherche en Informatique, Signal et Automatique de Lille, CRIStAL UMR CNRS 9189），即原自动化信息信号工程实验室（Laboratoire d'Automatique, Génie Informatique et Signal, LAGIS UMR CNRS 8219）
- 里尔力学实验室（Laboratoire de Mécanique de Lille, LML）
- 电子微电子与纳米技术实验室（Institut d'Electronique, de Microélectronique et de Nanotechnologie, IEMN）
- 催化与固体化学实验室（Unité de Catalyse et de Chimie du Solide, UCCS）
- 电工与电力电子实验室（Laboratoire d’Électrotechnique et d'Electronique de Puissance, L2EP）
- 组织结构建模与管理实验室（Laboratoire de Modélisation et Management des Organisations, LM2O）